# 9e étape du Tour de France 2006
La 9e étape du Tour de France 2006 s'est déroulée le 11 juillet. Elle fait suite à la première journée de repos.

## Profil
Cette étape longue de 169,5 km reliait Bordeaux à Dax. C'est l'une des étapes les plus plates de cette édition du Tour 2006. En effet, aucune difficulté n'est répertoriée pour le classement de la montagne. Ainsi, c'est la dernière étape dévolue aux sprinters avant d'aborder les premiers cols pyrénéens.

## Récit
Durant cette étape, peu propice aux attaques, trois coureurs ont néanmoins tenté leur chance (l'allemand Christian Knees et les français Walter Bénéteau et Stéphane Augé). Ils furent repris par le peloton à environ 4 km de l'arrivée, laissant la place aux sprinters.
C'est l'Espagnol Óscar Freire qui l'emporte, signant ainsi sa seconde victoire sur ce Tour de France 2006. Il devance de quelques centimètres Robbie McEwen, qui est pourtant revenu comme une fusée dans les tout derniers mètres. Tom Boonen, quant à lui, s'est encore fait piéger en se retrouvant trop tôt en tête du sprint.
Le final de l'étape, très sinueux et très rapide, a occasionné l'apparition de plusieurs cassures dans le peloton. Ainsi, quelques leaders tels Denis Menchov, Iban Mayo, Sandy Casar ou Matthias Kessler, ont perdu 13 secondes sur la tête de la course.

## Classement de l'étape
| \| 1. \| Óscar Freire \| Espagne \| en \| 3 h 35 min 24 s \| \| 2. \| Robbie McEwen \| Australie \| + \| m.t. \| \| 3. \| Erik Zabel \| Allemagne \| \| m.t. \| \| 4. \| Tom Boonen \| Belgique \| \| m.t. \| \| 5. \| Cristian Moreni \| Italie \| \| m.t. \| \| 6. \| Isaac Gálvez \| Espagne \| \| m.t. \| \| 7. \| Francisco Ventoso \| Italie \| \| m.t. \| \| 8. \| Luca Paolini \| Italie \| \| m.t. \| \| 9. \| David Kopp \| Allemagne \| \| m.t. \| \| 10. \| Thor Hushovd \| Norvège \| \| m.t. \| |                   |           |    |                 |
| 1. | Óscar Freire      | Espagne   | en | 3 h 35 min 24 s |
| 2. | Robbie McEwen     | Australie | +  | m.t.            |
| 3. | Erik Zabel        | Allemagne |    | m.t.            |
| 4. | Tom Boonen        | Belgique  |    | m.t.            |
| 5. | Cristian Moreni   | Italie    |    | m.t.            |
| 6. | Isaac Gálvez      | Espagne   |    | m.t.            |
| 7. | Francisco Ventoso | Italie    |    | m.t.            |
| 8. | Luca Paolini      | Italie    |    | m.t.            |
| 9. | David Kopp        | Allemagne |    | m.t.            |
| 10. | Thor Hushovd      | Norvège   |    | m.t.            |

- Prix de la combativité : Christian Knees  Allemagne

## Classement général
| \| 1. \| Serhiy Honchar \| Ukraine \| en \| 38 h 14 min 17 s \| \| 2. \| Floyd Landis \| États-Unis \| + \| 1 min 00 s \| \| 3. \| Michael Rogers \| Australie \| \| 1 min 08 s \| \| 4. \| Patrik Sinkewitz \| Allemagne \| \| 1 min 45 s \| \| 5. \| Andreas Klöden \| Allemagne \| \| 1 min 50 s \| \| 6. \| Vladimir Karpets \| Russie \| \| 1 min 52 s \| \| 7. \| Cadel Evans \| Australie \| \| 1 min 52 s \| \| DSQ \| David Zabriskie[n 1] \| États-Unis \| \| 1 min 53 s \| \| 9. \| Markus Fothen \| Allemagne \| \| 2 min 03 s \| \| 10. \| Christophe Moreau \| France \| \| 2 min 07 s \| |                   |            |    |                  |
| 1. | Serhiy Honchar    | Ukraine    | en | 38 h 14 min 17 s |
| 2. | Floyd Landis      | États-Unis | +  | 1 min 00 s       |
| 3. | Michael Rogers    | Australie  |    | 1 min 08 s       |
| 4. | Patrik Sinkewitz  | Allemagne  |    | 1 min 45 s       |
| 5. | Andreas Klöden    | Allemagne  |    | 1 min 50 s       |
| 6. | Vladimir Karpets  | Russie     |    | 1 min 52 s       |
| 7. | Cadel Evans       | Australie  |    | 1 min 52 s       |
| DSQ | David Zabriskie   | États-Unis |    | 1 min 53 s       |
| 9. | Markus Fothen     | Allemagne  |    | 2 min 03 s       |
| 10. | Christophe Moreau | France     |    | 2 min 07 s       |

## Classements annexes
| Classement     | Coureur                 | Total             |
| -------------- | ----------------------- | ----------------- |
| points         | Robbie McEwen Australie | 211 pts           |
| montagne       | Jérôme Pineau France    | 28 pts            |
| équipe         | T-Mobile Allemagne      | 114 h 45 min 51 s |
| meilleur jeune | Markus Fothen Allemagne | 38 h 16 min 20 s  |

## Sprint intermédiaires
1. Sprint intermédiaire de Le Barp (25,5 km)
| Premier   | Walter Bénéteau France    | 6 pts et 6 s |
| Second    | Stéphane Augé France      | 4 pts et 4 s |
| Troisième | Christian Knees Allemagne | 2 pts et 2 s |

2. Sprint intermédiaire de Parentis-en-Born (72 km)
| Premier   | Walter Bénéteau France    | 6 pts et 6 s |
| Second    | Christian Knees Allemagne | 4 pts et 4 s |
| Troisième | Stéphane Augé France      | 2 pts et 2 s |

3. Sprint intermédiaire de Saint-Girons-d'Aiguevives (128 km)
| Premier   | Walter Bénéteau France    | 6 pts et 6 s |
| Second    | Christian Knees Allemagne | 4 pts et 4 s |
| Troisième | Stéphane Augé France      | 2 pts et 2 s |